# Kacholong

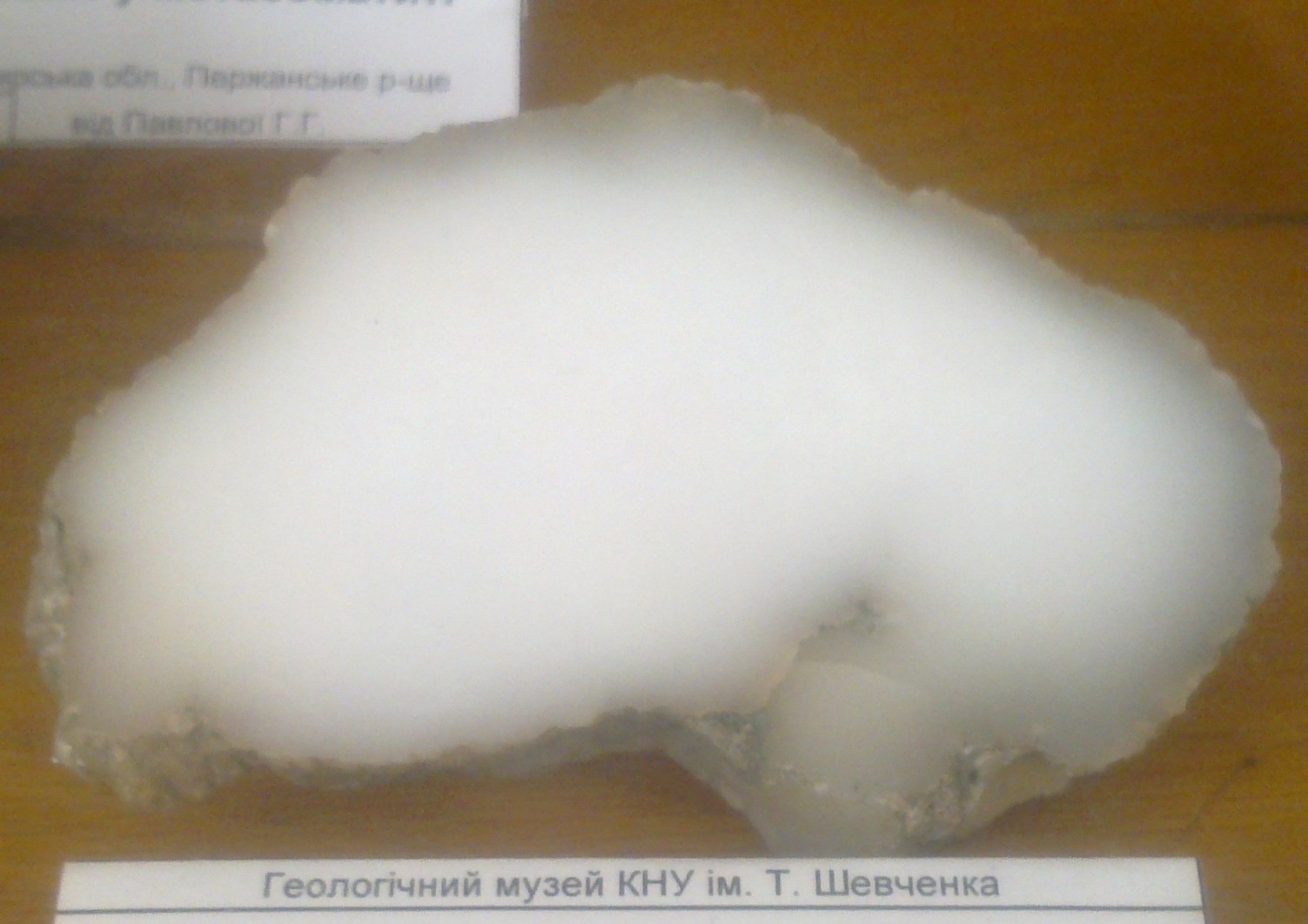

Kacholong är en mineralart som först hemfördes från Centralasien av en officer från Karl XII:s armé, Johan Gustaf Renat. Kacholong är ett vitgult, halvgenomskinligt, hårt mineral, som av Asiens befolkning värderades högt och användes till små avgudabilder, smycken, piphuvud och dylikt. Det påträffas i lösa block vid stränderna av floden Cach i Centralasien (därav namnet). Länge ansåg mineralogerna kacholong vara en kiselart, ända tills undersökningen av en på Riksmuseet i Stockholm förvarad, av Renat hemsänd originalbit, visade att mineralet utgör endast en ljusfärgad varietet av det hårdaste och ädlaste av de mineral, som i Kina nyttjas till stensniderier och som vanligen benämns nefrit. Det mineral från Island och Färöarna, som felaktigt benämnts kacholong, utgör endast en vit, halvgenomskinlig opalart. Fabergéägg tillverkas emellanåt av bland annat guld och kacholong.